# 線維芽細胞増殖因子

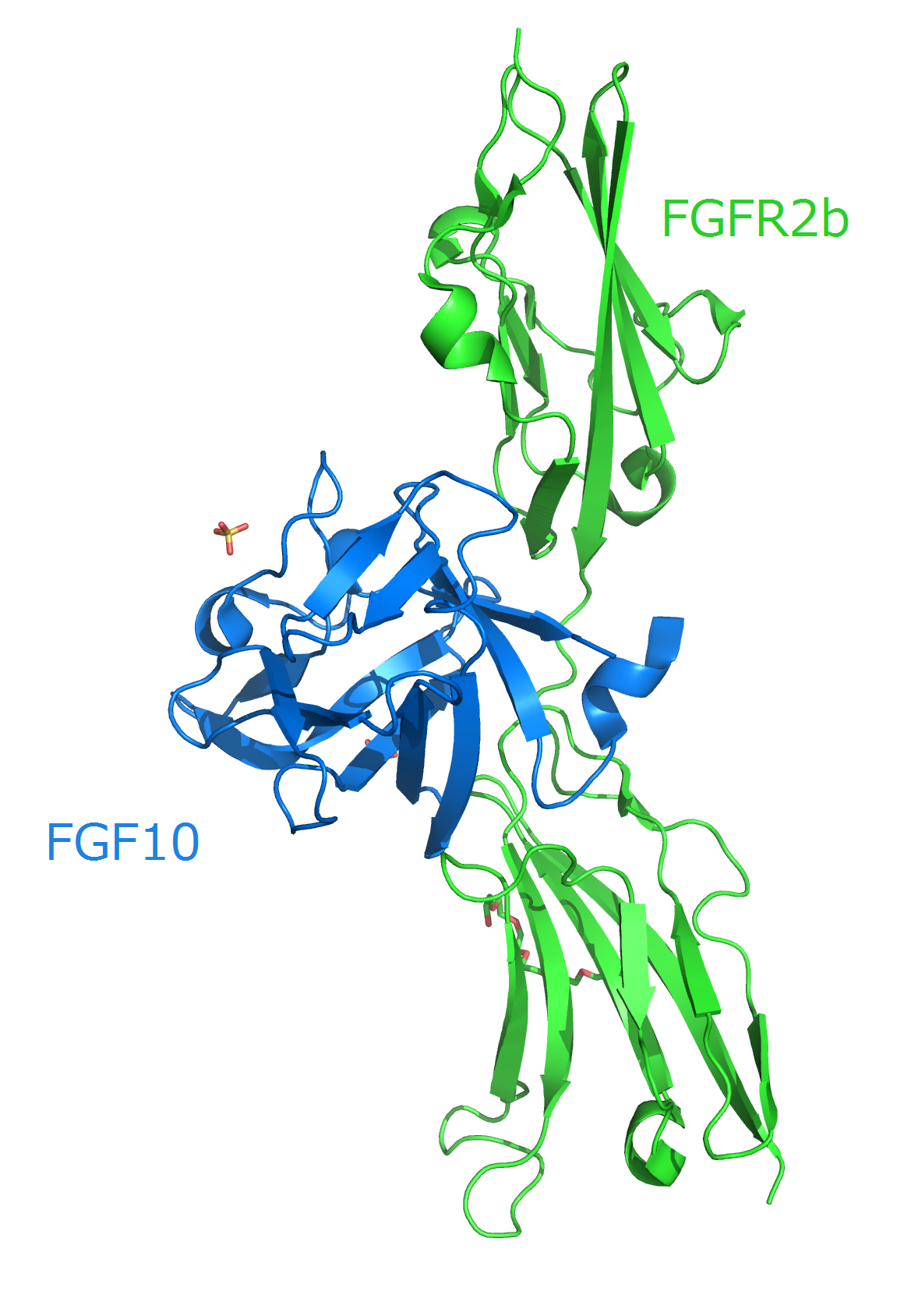
FGF10とFGFR2bの細胞外ドメインの複合体の構造

線維芽細胞増殖因子（せんいがさいぼうぞうしょくいんし、英: Fibroblast growth factors、FGF）は、血管新生、創傷治癒、胚発生に関係する成長因子の一種。FGFはヘパリン結合性タンパク質で、細胞表面のプロテオグリカンの一種ヘパラン硫酸と相互作用を持つことがFGFのシグナル伝達に不可欠なことが明らかになっている。FGFは広範囲な細胞や組織の増殖や分化の過程において重要な役割を果たしている。

## FGFファミリー
ヒトでは22種類(ヒトFGF15のマウス相同分子種であるFGF19を別種とすれば、23種類)のFGFが同定されており、その全てが構造類似性を持つシグナリング分子として知られている 。
- FGF1から10は、全て線維芽細胞増殖因子受容体(英: fibroblast growth factor receptor、FGFR)と結合する。FGF1は酸性FGF(またはaFGF)、FGF2は塩基性FGF(またはbFGF)として知られている。
- FGF11から14は、FGF相同因子1から4(FHF1から4）として知られ、他のFGFとは機能が異なるとされる。これらは配列において他のFGFとかなりの相同性が認められるが、FGFRと結合しない[5]。また、他のFGFが関係しない細胞内プロセスに関与することから、別名「iFGF」とも呼ばれる[6] [7]。
- FGF16から23は比較的最近発見され、未知の部分が多い。FGF15はヒトFGF19のマウス相同分子種である(そのためヒトFGF15は存在しない)。

- ヒトFGF20はアフリカツメガエルFGF20(XFGF20)の相同分子として同定された[8][9]。キイロショウジョウバエにおける相同分子は Branchless である[10]。
- 他のFGFが示す局所的な活性に対して、FGF19、FGF21、FGF23は全身への作用を示す[11]。

## FGF受容体
哺乳類の線維芽細胞増殖因子受容体ファミリーはFGFR1、FGFR2、FGFR3、FGFR4の4種類からなる。これらは、3つの細胞外免疫グロブリン型ドメイン(D1から3)、膜透過螺旋型ドメイン、チロシンキナーゼ活性を示す分子内ドメインで構成される。FGFは受容体のD2、D3ドメインと相互作用を持つ、D3との相互作用が配位子結合の特異性にとって最も重要である(後述)。D3ドメインはヘパラン硫酸結合を仲介する。D1、D2ドメイン間にある酸性アミノ酸残基がわずかに伸長しており、自己抑制機能を示す。この「酸性の箱」とも言うべき構造がヘパラン硫酸結合部位と相互作用し、FGFが不在の時、受容体の活性化を防いでいる。
選択的スプライシングが起こるため、FGFR1、2、3、にはそれぞれb型、c型の変異型がある。この機構により、7つの異なるシグナリングFGFRのサブタイプが細胞表面に発現される。それぞれのFGFRは特定のFGFサブセットと結合する。同様にほとんどのFGFは異なるFGFRのサブタイプと結合できる。FGF1は7種の異なるFGFRを活性化可能なので、ユニバーサルリガンドと称されることもある。対照的にFGF7(角化細胞成長因子、英: 'keratinocyte growth factor、KGF)はFGFR2b(KGFR)とのみ結合する。
細胞表面でのシグナル複合体は、2つの異なるFGF配位子、2つの異なるFGFRサブユニット、1つまたは2つのヘパラン硫酸分子鎖からなる複合体であると信じられている。

## 歴史
線維芽細胞増殖因子は1973年アーメリンによって下垂体抽出物中に発見された。また、Gospodarowiczらによって牛の脳抽出物からも発見され、バイオアッセイにより線維芽細胞の増殖に関わることがわかった。さらに、同じ抽出物を酸性成分と塩基性成分に分けるとわずかに構造の異なる2つの化合物が得られ、それぞれ酸性線維芽細胞増殖因子（FGF1)と塩基性線維芽細胞増殖因子（FGF2)と名付けられた。FGF1とFGF2はアミノ酸構成がほぼ同一なタンパク質であるが、異なる分裂促進因子とされた。ヒトFGF2は低分子量型(LWL)と高分子量型(HWL)の2つのアイソフォームを持つ 。低分子量型FGF2は主に細胞質に存在し自己分泌(オートクリン)で作用する。一方、高分子量型FGF2は核内にあり、細胞内で作用するイントラクリン機構で活性を示す。FGF1とFGF2が単離同定されて間もなく、別の研究グループがヘパリン結合型のHBGF-1、HBGF-2を、更に別のグループが血管内皮細胞を使ったバイオアッセイで細胞増殖の作用を示すECGF1、ECGF2をそれぞれ単離した。これらのタンパク質は後にGospodarowiczらが発見した酸性および塩基性FGFと同一であることがわかった。

## 機能
FGFは幅広い効果を示す多機能性タンパク質である。最も一般的には分裂促進因子として作用するが、制御的効果、形態学的効果、内分泌的効果も示す。多様な効果を多様な種類の細胞で発揮するため、「多能性成長因子」や「非特異的(promiscuous)成長因子」と称されることがある。
生化学や薬理学における「非特異性(promiscuity)」とは、一つの受容体に対してどのくらい多様な分子が結合し反応を示しうるかを表す概念である。FGFにおいては4つの受容体サブタイプが20以上の異なるFGFリガンドにより活性化される。その結果、FGFは、発生の過程では、中胚葉誘導、前後軸パターン形成、四肢形成、神経系誘導と神経発生に関与し、成熟組織においては、血管新生、角化細胞の組織化、創傷治癒の過程に関与するなど、多くの機能を持っている。
脊椎動物と無脊椎動物の両方においてFGFの機能は極めて重要であり、発生の過程でFGFの機能に何らかの問題があると、発達障害にまで影響が及ぶ。FGF1とFGF2は血管内皮細胞の増殖促進と筒状構造への組織化、すなわち血管新生（既存の血管系からの新しい血管の成長）を促進する重要な機能を持ち、その効果は血管内皮細胞増殖因子(VEGF)や血小板由来成長因子(PDGF)などの血管形成因子よりも高いとされている。
血管の成長促進と同様に、FGFは創傷の治癒においても重要な役割を果たす。FGF1とFGF2は血管新生と線維芽細胞の増殖作用を刺激し、創傷治癒の初期段階に傷の空間を埋める肉芽組織を作る。FGF7とFGF10（それぞれケラチノサイト成長因子KGFとKGF2としても知られる）は、上皮細胞の増殖、移動、分化を刺激することで、傷ついた皮膚と粘膜組織の修復を促進する。また組織の再構成において直接走化性に影響する。
FGFは中枢神経系の発達期間に、神経発生、軸索成長と分化に重要な役割を果たし、また、成人の脳の機能維持にとっても重要である。このように、FGFは成長期と成人期の両方においてニューロンの生存にとって主要な決定因子である。例えば、成人における海馬(脳)内の神経形成はFGF-2に依るところが大きい。加えて、少なくとも海馬においてFGF-1とFGF-2はシナプスの柔軟性と記憶と学習プロセスの制御に関係していると考えられている。
ほとんどのFGFは分泌タンパク質であり、ヘパラン硫酸と結合するため、ヘパラン硫酸プロテオグリカンを含む組織の細胞外マトリックスに取り込まれ、パラクリン的に局所作用を示す。しかし、ヘパラン硫酸との結合力が弱いFGF-19サブファミリー(FGF-19、21、23)は離れた組織(腸、肝臓、腎臓、脂肪組織、骨など)でエンドクリン的に作用する。例えば、FGF-19は小腸で生成されるが、FGFR4を発現している肝細胞に作用し、胆汁酸合成経路において鍵となる遺伝子を抑制する。またFGF-23は骨で生成されるがFGFR1を発現している腎臓細胞の遺伝子に作用し、ビタミンDの合成を調節し、ひいてはリン・カルシウムの恒常性に影響する。

## 構造
HBGF1の結晶構造は解明されており、IL-1βとの関係性が知られている。どちらのファミリーも12本鎖からなるβシート構造を有する。
βシート構造はよく似ており、互いの結晶構造は重ね合わされるが、シートをつなぐループはあまり一致しない（例えばβストランド6と7の間のループはインターロイキン-1βの方がやや長い）。

## 医薬品
- トラフェルミン 遺伝子組み換えbFGF（組み替えヒト塩基性線維芽細胞成長因子:rhbFGF） は日本で褥瘡、潰瘍、歯周炎の適応を持つ[28]。

## 参照
1. ↑  G. ルバーニ「“陰の血管”を育てて心臓病を治す」『日経サイエンス』第47巻第6号、日経サイエンス社、2017年、72頁。
2. ↑  Finklestein S.P., Plomaritoglou A. (2001). “Growth factors”. In Miller L.P., Hayes R.L., eds. Co-edited by Newcomb J.K.. Head Trauma: Basic, Preclinical, and Clinical Directions. New York: Wiley. pp. 165–187. ISBN 0-471-36015-5
3. ↑  Blaber M, DiSalvo J, Thomas KA (February 1996). “X-ray crystal structure of human acidic fibroblast growth factor”. Biochemistry 35 (7):  2086–94. doi:10.1021/bi9521755. PMID 8652550.
4. ↑  Ornitz DM, Itoh N (2001). “Fibroblast growth factors”. Genome Biol. 2 (3):  reviews3005.1–reviews3005.12. doi:10.1186/gb-2001-2-3-reviews3005. PMC 138918. PMID 11276432.
5. ↑  Itoh N, Ornitz DM (November 2004). “Evolution of the Fgf and Fgfr gene families”. Trends Genet. 20 (11):  563–569.
6. ↑  Olsen SK, Garbi M. et al. (2003). “Fibroblast growth factor (FGF) homologous factors share structural but not functional homology with FGFs”. J. Biol. Chem. 278 (36):  34226–36. doi:10.1074/jbc.M303183200. PMID 12815063.
7. ↑  Itoh N, Ornitz DM (January 2008). “Functional evolutionary history of the mouse Fgf gene family”. Dev. Dyn. 237 (1):  18–27. doi:10.1002/dvdy.21388. PMID 18058912.
8. 1 2  Koga C, Adati N, Nakata K, Mikoshiba K, Furuhata Y, Sato S, Tei H, Sakaki Y, Kurokawa T (August 1999). “Characterization of a novel member of the FGF family, XFGF-20, in Xenopus laevis”. Biochemical and Biophysical Research Communications 261 (3):  756–65. doi:10.1006/bbrc.1999.1039. PMID 10441498.
9. ↑  Kirikoshi H, Sagara N, Saitoh T, Tanaka K, Sekihara H, Shiokawa K, Katoh M (August 2000). “Molecular cloning and characterization of human FGF-20 on chromosome 8p21.3-p22”. Biochemical and Biophysical Research Communications 274 (2):  337–43. doi:10.1006/bbrc.2000.3142. PMID 10913340.
10. ↑  David Sutherland; Christos Samakovlis; Mark A Krasnow (1996). “branchless Encodes a Drosophila FGF Homolog That Controls Tracheal Cell Migration and the Pattern of Branching”. Cell 87 (6):  1091-1101. doi:10.1016/S0092-8674(00)81803-6. PMID 8978613.
11. ↑  Fukumoto S (March 2008). “Actions and mode of actions of FGF19 subfamily members”. Endocr. J. 55 (1):  23–31. doi:10.1507/endocrj.KR07E-002. PMID 17878606.
12. ↑  Armelin HA (September 1973). “Pituitary extracts and steroid hormones in the control of 3T3 cell growth”. Proc. Natl. Acad. Sci. U.S.A. 70 (9):  2702–6. Bibcode: 1973PNAS...70.2702A. doi:10.1073/pnas.70.9.2702. PMC 427087. PMID 4354860.
13. ↑  Gospodarowicz D (1974). “Localisation of a fibroblast growth factor and its effect alone and with hydrocortisone on 3T3 cell growth”. Nature 249 (453):  123–7. Bibcode: 1974Natur.249..123G. doi:10.1038/249123a0. PMID 4364816.
14. ↑  Arese M, Chen Y., et al. (1999). “Nuclear activities of basic fibroblast growth factor: potentiation of low-serum growth mediated by natural or chimeric nuclear localization signals”. Mol. Biol. Cell 10 (5):  1429–44. PMC 25296. PMID 10233154.
15. ↑  Vlodavsky I, Korner G, Ishai-Michaeli R, Bashkin P, Bar-Shavit R, Fuks Z (1990). “Extracellular matrix-resident growth factors and enzymes: possible involvement in tumor metastasis and angiogenesis”. Cancer Metastasis Rev 9 (3):  203–26. doi:10.1007/BF00046361. PMID 1705486.
16. ↑  Green PJ, Walsh FS, Doherty P (1996). “Promiscuity of fibroblast growth factor receptors”. BioEssays 18 (8):  639–46. doi:10.1002/bies.950180807. PMID 8760337.
17. ↑  Böttcher RT, Niehrs C. (2005). “Fibroblast growth factor signaling during early vertebrate development”. Endocr. Rev. 26 (1):  63–77. doi:10.1210/er.2003-0040. PMID 15689573.
18. ↑  Amaya E, Musci T.J. and Kirschner M.W. (1991). “Expression of a dominant negative mutant of the FGF receptor disrupts mesoderm formation in Xenopus embryos”. Cell 66 (2):  257–270. doi:10.1016/0092-8674(91)90616-7. PMID 1649700.
19. ↑  Borland C.Z., Schutzman J.L. and Stern M.J. (2001). “Fibroblast growth factor signaling in Caenorhabditis elegans”. BioEssays 23 (12):  1120–1130. doi:10.1002/bies.10007. PMID 11746231.
20. ↑  Coumoul X. and Deng C.X. (2003). “Roles of FGF receptors in mammalian development and congenital diseases”. Birth Defects Res C Embryo Today 69 (4):  286–304. doi:10.1002/bdrc.10025. PMID 14745970.
21. ↑  Sutherland D, Samakovlis C . and Krasnow M.A. (1996). “Branchless encodes a Drosophila FGF homolog that controls tracheal cell migration and the pattern of branching”. Cell 87 (6):  1091–1101. doi:10.1016/S0092-8674(00)81803-6. PMID 8978613.
22. ↑  Vlodavsky Cao R, Bråkenhielm E, Pawliuk R, Wariaro D, Post MJ, Wahlberg E, Leboulch P, Cao Y (2003). “Angiogenic synergism, vascular stability and improvement of hind-limb ischemia by a combination of PDGF-BB and FGF-2”. Nature Med 9 (5):  604–13. doi:10.1038/nm848. PMID 12669032.
23. ↑  http://www.ncbi.nlm.nih.gov/pubmed/12845521, Reuss B, von Bohlen und Halbach O. 2003. Fibroblast growth factors and their receptors in the central nervous system. Cell Tissue Res 313: 139-157.
24. ↑  http://www.ncbi.nlm.nih.gov/pubmed/20581332, Zechel S, Werner S, Unsicker K, von Bohlen und Halbach O. 2010. Expression and functions of fibroblast growth factor 2 (FGF-2) in hippocampal formation. Neuroscientist 16: 357-373.
25. ↑  Murzin AG, Lesk AM, Chothia C (January 1992). “beta-Trefoil fold. Patterns of structure and sequence in the Kunitz inhibitors interleukins-1 beta and 1 alpha and fibroblast growth factors”. J. Mol. Biol. 223 (2):  531–43. doi:10.1016/0022-2836(92)90668-A. PMID 1738162.
26. ↑  Eriksson AE, Cousens LS, Weaver LH, Matthews BW (April 1991). “Three-dimensional structure of human basic fibroblast growth factor”. Proc. Natl. Acad. Sci. U.S.A. 88 (8):  3441–5. Bibcode: 1991PNAS...88.3441E. doi:10.1073/pnas.88.8.3441. PMC 51463. PMID 1707542.
27. ↑  Gimenez-Gallego G, Rodkey J, Bennett C, Rios-Candelore M, DiSalvo J, Thomas K (December 1985). “Brain-derived acidic fibroblast growth factor: complete amino acid sequence and homologies”. Science 230 (4732):  1385–8. Bibcode: 1985Sci...230.1385G. doi:10.1126/science.4071057. PMID 4071057.
28. ↑  宮尾佳伸「フィブラスト」『ファルマシア』第37巻第8号、2001年、738-739頁、doi:10.14894/faruawpsj.37.8_738。